# Nejlepší české komiksy (Komiksárium)
Anketu o nejlepší český komiks všech dob vyhlásil web Komiksárium v roce 2009. O nejlepších českých komiksech rozhodovala porota složená z publicistů, komiksových tvůrců a sběratelů. V anketě zvítězil komiks výtvarníka Káji Saudka a scenáristy Miloše Macourka Muriel a andělé, který vznikl v letech 1967–1969. Saudek má v první desítce ankety ještě dva další komiksy. Dalšími nejvíce zastoupenými autory jsou polistopadový tvůrce Jiří Grus a kreslíř časopisu ABC mladých techniků a přírodovědců František Kobík.

## První desítka
| Pořadí | Název díla                   | Výtvarník                 | Scenárista         | Doba vydání |
| ------ | ---------------------------- | ------------------------- | ------------------ | ----------- |
| 1.     | Muriel a andělé              | Kája Saudek               | Miloš Macourek     | 1967–1969   |
| 2.     | Rychlé šípy                  | Jan Fischer, Marko Čermák | Jaroslav Foglar    | 1938–1989   |
| 3.     | Lips Tullian                 | Kája Saudek               | Jaroslav Weigel    | 1972–1985   |
| 4.     | Voleman                      | Jiří Grus                 | Jiří Grus          | 2007        |
| 5.     | Arnal a dva dračí zuby       | Kája Saudek               | Ondřej Neff        | 1988        |
| 6.     | Velké putování Vlase a Brady | František Skála           | František Skála    | 1989        |
| 7.     | Nitro těžkne glycerínem      | Jiří Grus                 | Štěpán Kopřiva     | 2006        |
| 8.     | Příhody malého boha          | František Kobík           | Vlastislav Toman   | 1973–1974   |
| 9.     | Vzpoura mozků                | František Kobík           | Václav Šorel       | 1977–1979   |
| 10.    | Čtyřlístek                   | Jaroslav Němeček          | Ljuba Štíplová ad. | od 1969     |